# Ubľa
Ubľa (in ungherese Ugar) è un comune della Slovacchia facente parte del distretto di Snina, nella regione di Prešov.